# A Serra de Outes
A Serra de Outes es una localidad española del municipio de Outes, provincia de La Coruña (Galicia), y capital de dicho municipio. Históricamente pertenecía a la parroquia de Outes, pero en la actualidad no pertenece a ninguna de las parroquias del municipio. Es un asentamiento urbano con categoría de Villa según el INE.[cita requerida]
En 2019 tenía una población de 1111 habitantes (549 hombres y 562 mujeres). Está situada 20 metros sobre el nivel del mar, en la desembocadura del río Tines y en el cruce formado por las carreteras AC-550, CP-3304, CP-6202 e CP-5604. Está rodeada por las localidades de Vista Alegre, A Xurisdicción, Entines, O Areal y Boel. En ella encontramos la mayor parte de la vivienda residencial colectiva del término municipal y la mayor parte de las actividades económicas no vinculadas al sector primario como comercios.
Es uno de los cuatro núcleos urbanos del municipio junto con Ribeira do Freixo, Cruceiro de Roo y Ponte Nafonso (PGOM de Outes). Es el tercer núcleo urbano más poblado de la comarca, por detrás de Noya y Puerto del Son. En la villa están la mayor parte de los servicios públicos como el centro de salud, el cuartel de la Guardia Civil, la comisaría de policía local, la casa de la cultura, la casa consistorial, un colegio público de infantil y primaria y un instituto de secundaria.
A menudo el municipio de Outes es denominado en su totalidad como A Serra de Outes, pero la única forma aceptada oficialmente tanto en gallego como en español para el municipio es Outes.[cita requerida]

## Historia
En 1693 se crea el Marquesado da Serra, título nobiliario español creado por el rey Carlos II a favor de Fernando Antonio Pablo Mariño de Lobeira Andrade y Sotomayor, Mariscal de Campo de los Reales Ejércitos, con el vizcondado previo de Albeos. Mariño de Lobeira era quinto nieto de Garcí Martíz de Barbeira capitán de los señores de Altamira y de Sancha Mariño de Lobeira, dama principal en la Galicia del siglo XV y segunda señora de A Serra de Outes. El Portador de este título ostentaba su dominio sobre la Jurisdicción de A Serra.
Antes de la creación del municipio de Outes, A Serra y toda la parroquia de San Pedro de Outes (Que por aquel entonces también incluía los lugares de Terelle, Loios, Esperante y Lestaio) pertenecía a la jurisdicción de A Serra, la cual abarcaba la ya mencionada parroquia de Outes, San Salvador de Colúns, San Juan de Mazaricos, Santa María de Lira y Santo Tomé de Baos. Esta Jurisdicción era discontinua y su territorio estaba interrumpido por el de otras jurisdicciones. De las diez parroquias del municipio de Outes, solo San Pedro de Outes pertenecía al señorío de A Serra, procediendo las nueve restantes de la jurisdicción de Muros. Las restantes parroquias de la Jurisdicción de A Serra fueron anexionadas a los municipios de Carnota o Mazaricos.
Es probable que a finales del siglo XIX, la actual villa estuviese dividida en dos núcleos de población más pequeños: A Serra de Arriba y a Serra de Abaixo, esta última perteneciente a la parroquia de Santa María de Entines. Actualmente la villa también ha anexionado parte de la aldea de Vista Alegre y de A Xurisdicción.

## Demografía
| Gráfica de evolución demográfica de A Serra de Outes entre 2000 y 2019 |
|                                                                        |
| Población de derecho según el padrón municipal del INE                 |

## Fiestas
- 30 de abril: fiesta del Pampallín, una fiesta tradicional recuperada para los jóvenes.
- 25 de julio: Santiago Apóstol, patrón del ayuntamiento.
- Domingo más cercano al día del apóstol se celebra San Cristóbal.

## Galería de imágenes
|                                    |
| Imagen de A Serra de Outes en 1955 |

|                                    |
| Imagen de A Serra de Outes en 2014 |